# Reka Szabo
Reka Zsofia Lazăr-Szabo (n. 11 martie 1967, Brașov, România) este o scrimeră română, specializată pe floretă. A fost laureată cu argint pe echipe la Atlanta 1996 și cu bronz pe echipe la Barcelona 1992. A fost campioană mondială în 1994 atât la individual, cât și la echipe, și campioană europeană la individual în 1995.

## Carieră
Reka Lázár a început să practice scrima la vârsta de 7 ani la CS Tractorul cu antrenorul Bogdan Pincovici, apoi Vlad Șerban. La vârsta de 12 ani a câștigat primul ei campionat național.
În anul 1989 a câștigat Cupa României și a intrat la lotul olimpic de seniori. În același an a participat la primul ei turneu internațional la proba de Cupa Mondială de la Minsk pentru juniori. S-a clasat în primele 16 locuri la prima participare la Campionatul Mondial pentru juniori, la Sankt Petersburg. În anul următor, în 1985, a ajuns în finală la Campionatul Mondial pentru juniori de la Arnhem și s-a mulțumit cu argintul. A devenit campioană mondială junioară în 1986 la Stuttgart.  La vârsta de 21 de ani a participat la Jocurile Olimpice din 1988 de la Seul, unde s-a clasat pe locul 21.
În anul 1999 s-a căsătorit cu sabrerul Vilmoș Szabo, laureat cu bronz pe echipe la Jocurile Olimpice din 1984. Alături de Claudia Grigorescu, Elisabeta Tufan, Laura Badea și Roxana Dumitrescu, Lazăr-Szabo a cucerit medalia de bronz pe echipe la Jocurile Olimpice din 1984 de la Los Angeles.
În anul următor ea și soțul ei s-au mutat în Germania. Amândoi au devenit antrenori de scrimă la clubul TSV Bayer Dormagen, unde ea s-a legitimat și ca sportivă. A urcat pe cea mai înaltă treaptă a podiumului, atât la individual, cât și la echipe, la Campionatul Mondial din 1994 de la Atena. Doi ani mai târziu, a câștigat medalia de argint pe echipe la Jocurile Olimpice din 1996 de la Barcelona.
În anul 2004, după 21 de ani în lotul național, Lazăr-Szabo s-a retras din competiție, fiindcă nu a putut sa-se califice la ediția olimpica de la Atena. Fiul ei cel mare, Matyas, născut în 1991, este și el un scrimer. El fac parte din lotul Germaniei de sabie, cu care a devenit campion mondial în 2014. Ea a renunțat la cariera de antrenor după nașterea celui de-al doilea fiul, Marc.
În anul 2000 i s-a conferit Crucea Națională „Serviciul Credincios”, clasa a II-a. În anul 2013 a fost selecționată în Hall of Fame-ul Federației Internaționale de Scrimă.

## Legături externe
- Materiale media legate de Reka Szabo la Wikimedia Commons
- Reka Szabo la Comitetul Olimpic și Sportiv Român (arhivat)
- en Reka Szabo la Olympedia.org